# Museo archeologico di Aidone
Il museo archeologico di Aidone è un museo archeologico ad Aidone, in provincia di Enna (Italia); è ospitato nel convento dei Cappuccini annesso all'omonima chiesa. È stato inaugurato nell'estate del 1984 e custodisce i reperti di oltre trent'anni di scavi a Morgantina, ordinati secondo criteri cronologici e tematici.

## Opere
Nelle tre sale sono presenti materiali della preistoria e della protostoria della città, provenienti dal villaggio castellucciano: asce di pietra basaltica levigata, minuscoli fuseruoli e frammenti di ceramica lavorata senza l'uso del tornio, con essenziale decorazione lineare incisa. Alla successiva città sicula, della prima età del ferro, appartiene invece, la ceramica acroma in forme carenate, d'impasto rosso e marrone, che trova riscontri nella cultura di Ausonio a Lipari.
I reperti esposti appartenenti ad periodo che va dal IX alla metà del V secolo a.C. testimoniano la coesistenza delle culture sicula e greca nella cittadina: (antefisse degli edifici religiosi,  “pithoi” "piumati", un'arula domestica su cui è raffigurato un cinghiale, un “kernos” a tre coppette ed il grande cratere di Eutimide, con scene di simposio e amazzonomachia, usato per banchetti pubblici).
I reperti di epoca classica ed ellenistica, fino alla distruzione della città (211 a.C.), consistono prevalentemente di terrecotte provenienti dalle necropoli e dai santuari urbani di Demetra e Persefone, tra cui diversi busti di quest'ultima, a cui si aggiungono una grande lucerna a "vernice nera" con tre beccucci ed un piatto da pesce, di provenienza forse siracusana.
Una statua in pietra calcarea, senza testa, molto probabilmente della dea Demetra ritrovata nel santuario centrale nel 1955 ha fornito il materiale per dimostrare che la famosa Afrodite (Venere) del Paul Getty Museum di Malibù (USA) proviene proprio da Morgantina.
Di recente in una sala sono stati collocati alcuni reperti delle Terme Nord di contrada Agnese (dedicate ad Afrodite e/o a Cibele) progettate dal geniale Archimede con una volta a sesto acuto composta da tubuli vuoti in terracotta, adatti a sostenere il peso e la spinta laterale.
Nell'ex sacrestia del convento sono esposti gli oggetti d'uso comune domestico, agricolo e religioso, che offrono un quadro della vita quotidiana degli abitanti della città (oggetti d'uso comune, stoviglie da cucina, giocattoli per bambini, ninnoli femminili, attrezzi per l'agricoltura).

## Il ritorno delle Dee

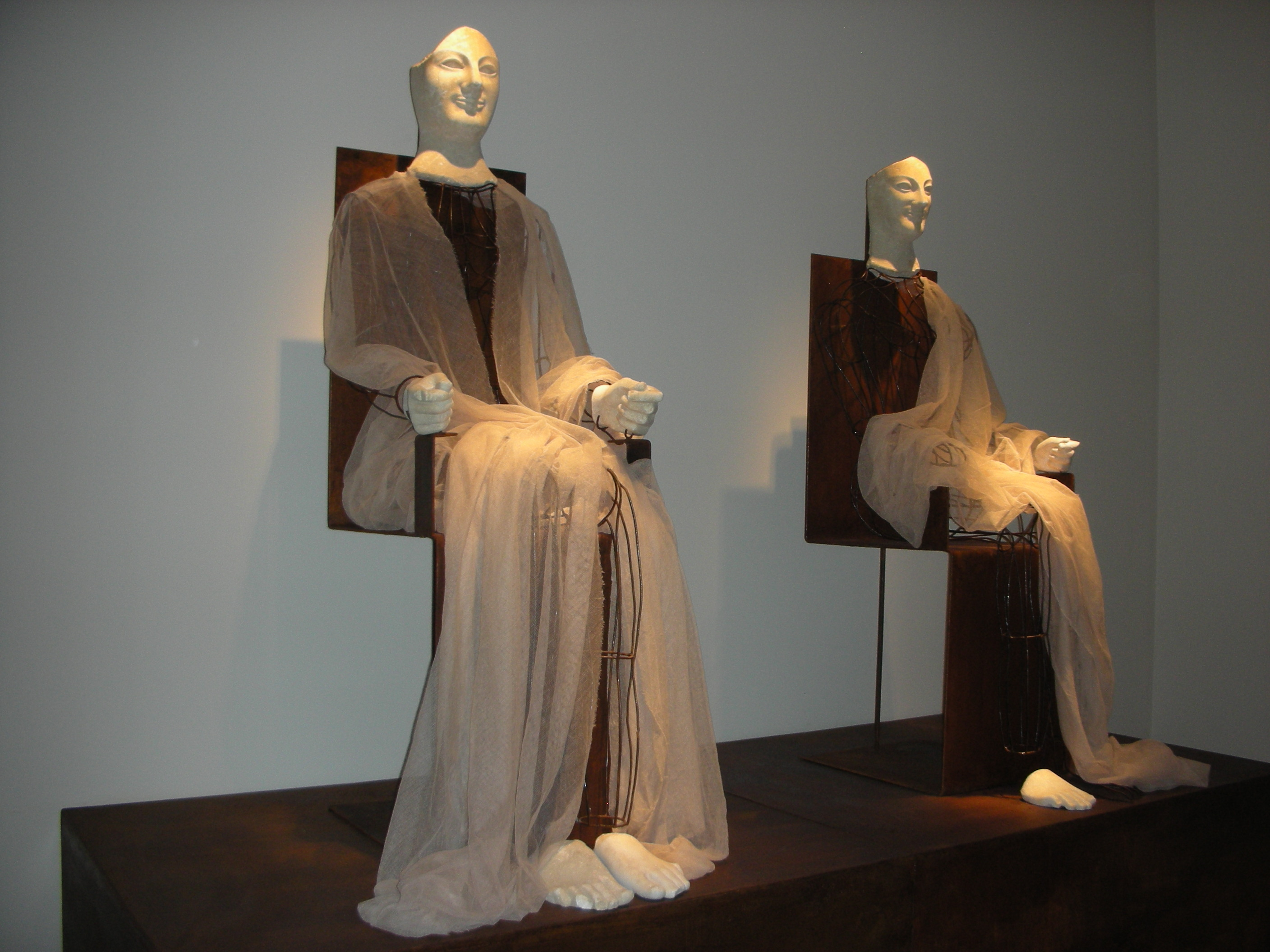
Acroliti delle Dee esposti nel Museo Archeologico Regionale di Aidone

Il museo negli anni 2010 è al centro di eventi di portata storica. Lo Stato Italiano è riuscito nell'intento di ottenere la restituzione di preziosissimi reperti trafugati dai tombaroli e, attraverso il mercato clandestino acquistati dai principali musei statunitensi. Il 13 dicembre del 2009 sono rientrati dal Museo dell'università della Virginia due acroliti (due teste, tre mani e tre piedi in marmo) di epoca greca arcaica appartenenti verosimilmente alle dee Demetra e Kore, molto venerate nell'antichità nella Sicilia centrale. Il 5 dicembre del 2010 è stata la volta del rientro dal Metropolitan Museum di New York di un servizio di sedici pezzi in argento per usi rituali e da tavola, appartenuti a tale Eupolemo, come ci rivelano delle scritte incise nell'arula votiva. Infine nella primavera del 2011 è rientrata la cosiddetta Dea di Morgantina. È una statua di scuola fidiaca in calcare con tecnica acrolitica, in cui è più probabile che debba ravvisarsi la dea Demetra.
Adesso è esposta al museo archeologico regionale di Aidone, dove è stata presentata, il 17 maggio 2011, alla presenza delle autorità.
Oggi è visibile al pubblico.

## La dea di Morgantina

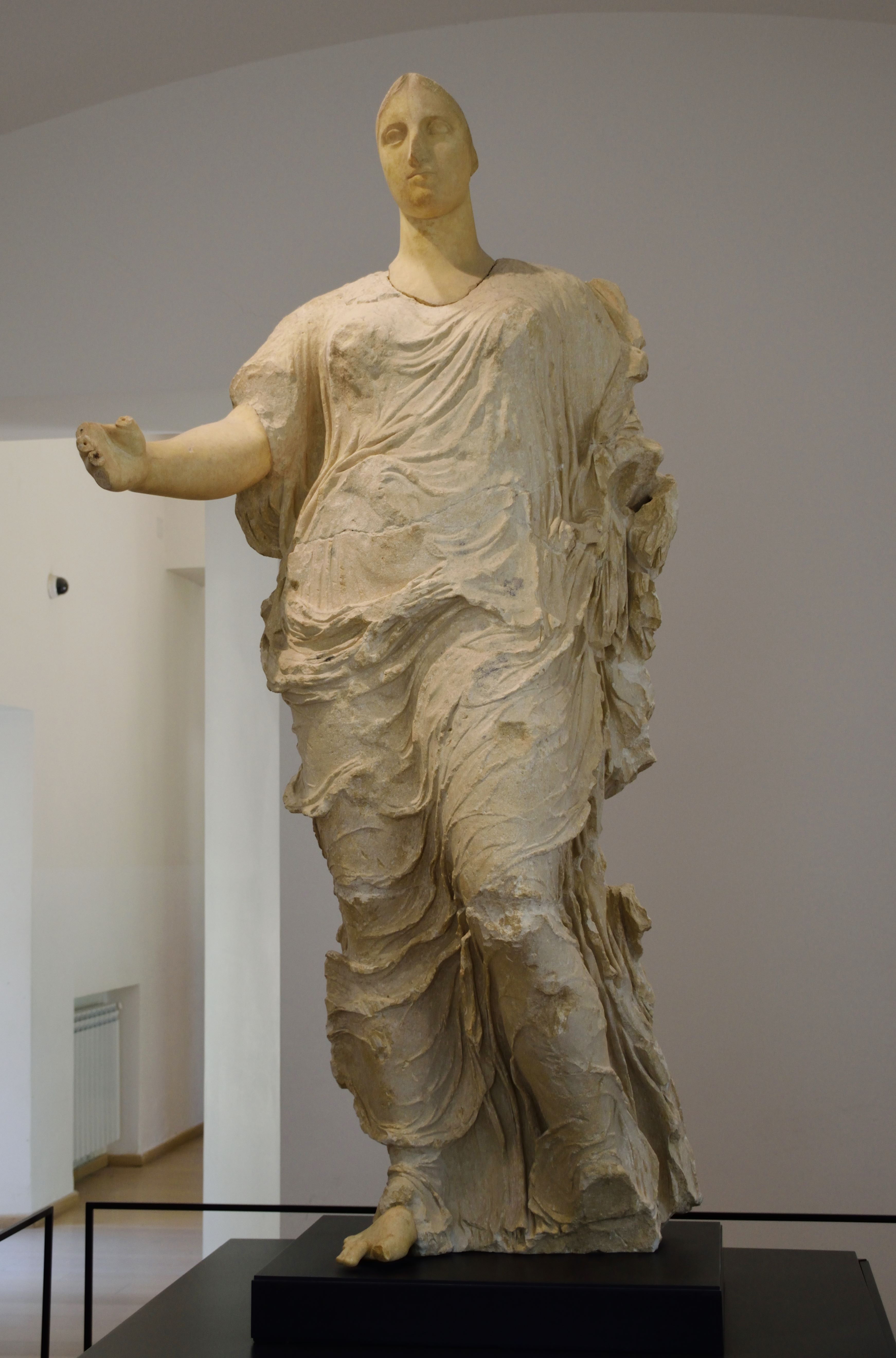
Dea di Morgantina

La Dea di Morgantina è una statua proveniente dall'omonimo sito archeologico siciliano, in provincia di Enna. Acquistata anni fa dal Paul Getty Museum di Malibu, al termine di un contenzioso protrattosi per anni tra l'Italia e gli Stati Uniti è stata restituita all'Italia il 17 marzo 2011. Ora è esposta al museo archeologico di Aidone.
La Dea di Morgantina (a volte erroneamente chiamata "Venere") è una statua alta 2,24 m pari a 8 piedi, scolpita tra il 425 e il 400 a.C. in Sicilia. L'autore sarebbe un diretto discepolo di Fidia, operante nella Magna Grecia.
Il materiale utilizzato per scolpirla è il marmo, impiegato per il viso e per le parti del corpo nude, similarmente alle Metope di Selinunte. Il drappeggio è invece in tufo calcareo, che è stato accertato provenire dalla Sicilia.
La Dea Persefone era particolarmente venerata a Morgantina presso il Santuario centrale e in quasi tutte le monete coniate dalla zecca locale è sempre raffigurata nel dritto.
Secondo la ricostruzione, nel periodo agatocleo (Lorenzo Guzzardi - Umberto Digrazia [senza fonte]) questa statua di Persefone, posta sul basamento all'ingresso del Santuario centrale era quindi visibile da tutti i lati. Ogni visitatore e/o fedele, entrando dalla porta sud o proveniente dalla strada principale (plateia A-A) dell'Agorà, poteva vederla ed ammirarla.